# Laura Vasiliu
Laura Vasiliu (n. 25 ianuarie 1976, Piatra Neamț, România) este o actriță de teatru și film.

## Originea
Laura Vasiliu s-a născut la 25 ianuarie 1976, în orașul Piatra Neamț, județul Neamț, România, fiind singură la părinți.

## Studii
A urmat cursuri de actorie înainte  de a studia la  Universitatea Națională de Artă Teatrală și Cinematografică I.L. Caragiale, București, Facultatea de Teatru, Secția: Actorie (clasa profesor Olga Tudorache) pe care a absolvit-o în anul 2000.
În anul 2006 obține un Master în actorie la  Universitatea Națională de Artă.

## Activitate profesională
În prezent ea este actriță la teatrul Tony Bulandra din Târgoviște, unde evoluează din 2003, de la prima stagiune a acestui teatru.
În octombrie 2008, actrița a obținut cel mai bun punctaj la concursul pentru funcția de director al Centrului Județean pentru Conservarea și Promovarea Culturii Tradiționale din județul Ilfov .

### Filmografie

#### Roluri
- 2007 — Romeo și Julieta, în regia lui Kemal Bașar
- 2007 — Il resto della notte[1], în regia lui Francesco Munzi - rolul Maria[2]
- 2007 — 4 luni, 3 săptămâni și 2 zile, în regia lui Cristian Mungiu - rolul Găbița
- 2005 — Second Hand, în regia lui Dan Pița
- 2002 — Callas Forever, în regia lui Franco Zeffirelli
- 2002 — Binecuvântată fii, închisoare, în regia lui Nicolae Mărgineanu